# Sicista caucasica
Sicista caucasica és una espècie de mamífer rosegador miomorf de la família dels dipòdids. És endèmic de Rússia, tot i que s'han trobat alguns exemplars a Geòrgia.

## Hàbitat
L'espècie es troba en prats subalpins d'herba alta en unes alçades d'entre 1.400 i 2.000 metres, amb un hàbit òptim a 1.500 m; poques vegades es troben en boscos.